# Epirogenesi

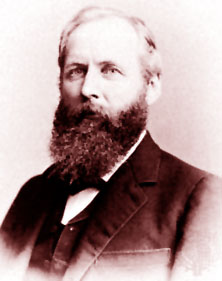
Grove Karl Gilbert

In geologia l'epirogenesi è un processo isostatico che alza o abbassa lentamente le zone continentali, esibendo ampie lunghezze d'onda e scarsi piegamenti oltre a vaste ondulazioni. Le vaste parti centrali dei continenti sono chiamate cratoni e costituiscono regioni epirogeniche.
Il movimento può essere di subsidenza verso il, o di sollevamento dal, centro della Terra. Il movimento è causato da una serie di forze che agiscono lungo il raggio della Terra, come quelle che contribuiscono all'isostasia e alla formazione di faglie nella litosfera. In generale i movimenti epirogenici risultano nelle zone costiere in trasgressioni marine, dove il dominio continentale sta affondando, e in regressioni marine quando il continente si solleva. Un esempio di processo epirogenico è fornito dal sollevamento post-glaciale della Scandinavia, del Canada e del nord degli Stati Uniti. Si associano all'epirogenesi alcuni dei terremoti che si verificano all'interno delle placche tettoniche e la cui entità è generalmente da bassa a moderata. 
Il movimento epirogenico può essere permanente o transitorio. Il sollevamento transitorio può verificarsi su un'anomalia termica dovuta a una convezione anomalmente calda del mantello, e che scompare quando la convezione declina. Il sollevamento permanente può verificarsi quando materiale igneo è iniettato nella crosta, e il sollevamento circolare o ellittico (cioè, senza piegamenti) su un ampio raggio (decine di migliaia di km) è caratteristico di un pennacchio del mantello.
I movimenti epirogenici hanno causato il sollevamento della regione delle Montagne Rocciose meridionali da 1.300 a 2.000 m a partire dall'Eocene. Questo fenomeno seguì ed è distinto dalla creazione delle Montagne Rocciose durante l'orogenesi laramide tra il Tardo Cretaceo e il Primo Cenozoico. Il sollevamento è interpretato come dovuto al riscaldamento litosferico risultante dall'assottigliamento e dall'intrusione di diffusi batoliti di densità relativamente bassa nel Terziario Medio.
Il termine epirogenesi è stato coniato nel 1886 dal geologo statunitense Grove Karl Gilbert (1843 - 1918) sul calco delle parole greche epeiros (continente) e genesis (nascita). Nello spirito di Gilbert, si oppone ad orogenesi, che denota tutti i processi che portano alla costruzione di catene montuose, e che danno origine a terremoti più frequenti e spesso violenti. 
Diversamente dal movimento epirogenico, il movimento orogenico è infatti una deformazione più complessa della crosta terrestre, associata all'assottigliamento crostale e in particolare alla convergenza delle placche tettoniche. Tale convergenza delle placche forma cinture orogeniche che sono caratterizzate "dal piegamento e dal fagliamento di strati di roccia, dall'intrusione di magma e dal vulcanismo".
L'epirogenesi è un processo differente anche dall'eustatismo: anche i processi eustatici sono caratterizzati da trasgressioni e regressioni marine, ma queste variazioni del livello del mare sono attribuite alle variazioni del volume delle acque dei mari e degli oceani, e non a lenti spostamenti di materiale crostale. 